# Heliofungia actiniformis
Heliofungia actiniformis es una especie de coral duro de la familia Fungiidae.
Sus largos tentáculos, los mayores entre los corales, hacen que se confunda frecuentemente con anémonas marinas, o con el coral Euphyllia glabrescens, también con apariencia de anémona.

## Morfología
Son pólipos solitarios muy grandes, y presentan unas células urticantes denominadas nematocistos en sus largos tentáculos, empleadas en la caza de presas del plancton. En las puntas de los tentáculos, teñidas con otro color, tiene acrosferas con alta carga de nematocistos.

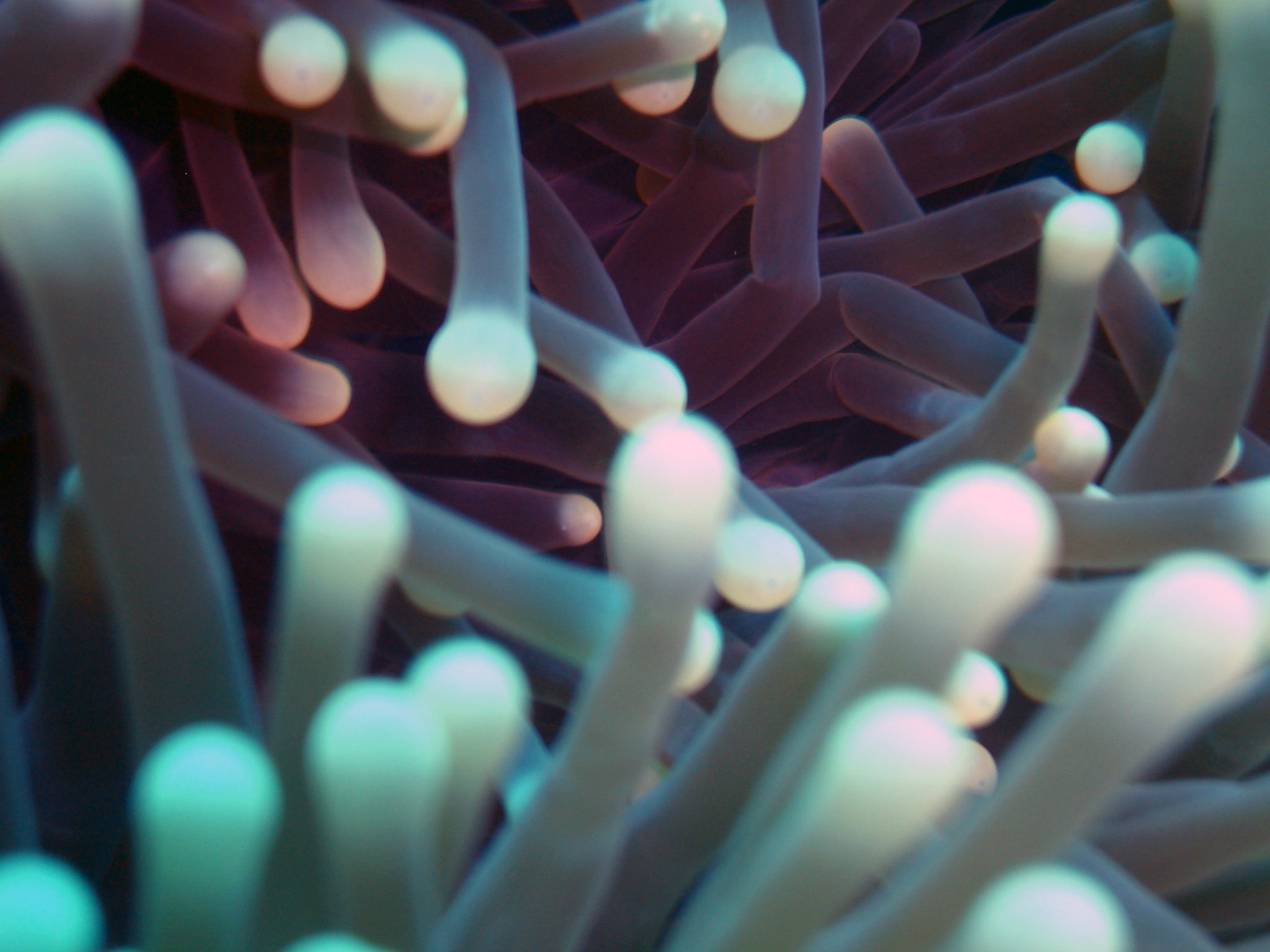
Las puntas de los tentáculos albergan acrosferas cargadas de nematocistos

El esqueleto varía de plano a ligeramente arqueado, sus muros son gruesos y granulados. Los márgenes de los septos están ornamentados con denticiones lobuladas.
Tienen la capacidad de moverse, a pesar de su esqueleto calcáreo. Su sistema es inflarse de agua hasta alcanzar la forma de un globo, para desplazarse aprovechando las corrientes.
Su coloración varía del rosa al marrón, pasando por el crema, el púrpura o el verde. El extremo de los tentáculos es de un color claro, blanco, amarillo, violeta, gris o verde, que contrasta con el resto. 
Pueden alcanzar los 20 cm, y su boca, de forma alargada, 3 cm de ancho.

## Alimentación
Los pólipos contienen algas simbióticas mutualistas (ambos organismos se benefician de la relación) llamadas zooxantelas. Las algas realizan la fotosíntesis produciendo oxígeno y azúcares, que son aprovechados por los pólipos, y se alimentan de los catabolitos del coral (especialmente fósforo y nitrógeno). Esto les proporciona entre el 75 y el 95% de sus necesidades alimenticias. El resto lo obtienen atrapando plancton.

## Reproducción
Como todos los corales duros, H. actiniformis se reproduce tanto sexual como asexualmente. En la reproducción sexual expulsan esperma y huevos al tiempo, consiguiendo la fertilización externa. El óvulo fecundado evoluciona a larva plánula, que deambula por la columna de agua hasta fijarse en el sustrato. La supervivencia de estas plánulas es pequeña, puesto que sirven de alimento a diversas especies marinas. Tras anclarse al sustrato, comienza su metamorfosis a pólipo y a secretar su esqueleto de carbonato cálcico, o coralito, y se convierte en el coral adulto. 
La reproducción asexual tiene lugar mediante la aparición de brotes de nuevos pólipos en la parte inferior del esqueleto, y no en la superior, como en otras especies de la familia Fungiidae.

## Hábitat y comportamiento
Suele encontrarse en suelos blandos o rocosos del arrecife, en aguas superficiales, protegidas y soleadas, como las de las lagunas coralinas.
Su rango de profundidad llega hasta los 40 m, aunque es más frecuente entre 1 y 25 m.
Entre sus tentáculos, suelen convivir, en una relación mutualista, con especies de camarones de los géneros Periclimenes o Ancylomenes, y gambas comensales como Metapontonia fungiacola y Hamopontonia corallicola, así como el pez pipa Siokunichthys nigrolineatus.

## Distribución geográfica
Su distribución geográfica comprende el océano Indo-Pacífico, desde la India hasta Australia y las islas Ryukyu. También se encuentra en la costa este africana
Es especie nativa de Australia; Birmania; Filipinas; India; Indonesia; Japón; Malasia; Nueva Caledonia; Palaos; Papúa Nueva Guinea; Singapur; islas Salomón; Sri Lanka; Taiwán, (China); Tailandia y Vanuatu.

## Conservación
Esta especie está ampliamente distribuida y es localmente común, asociada a arrecifes de coral. No obstante, el incremento de su recolección para el mercado de acuariofilia, y la degradación ascendente de su hábitat, por diversos factores, especialmente por el aumento de la temperatura de los océanos provocado por el cambio climático, hacen estimar la pérdida del 36 % de su población en tres generaciones, o 30 años. Lo que convierte a Heliofungia actiniformis en especie en estado Vulnerable, según la Lista Roja de Especies Amenazadas de la UICN.

## Galería

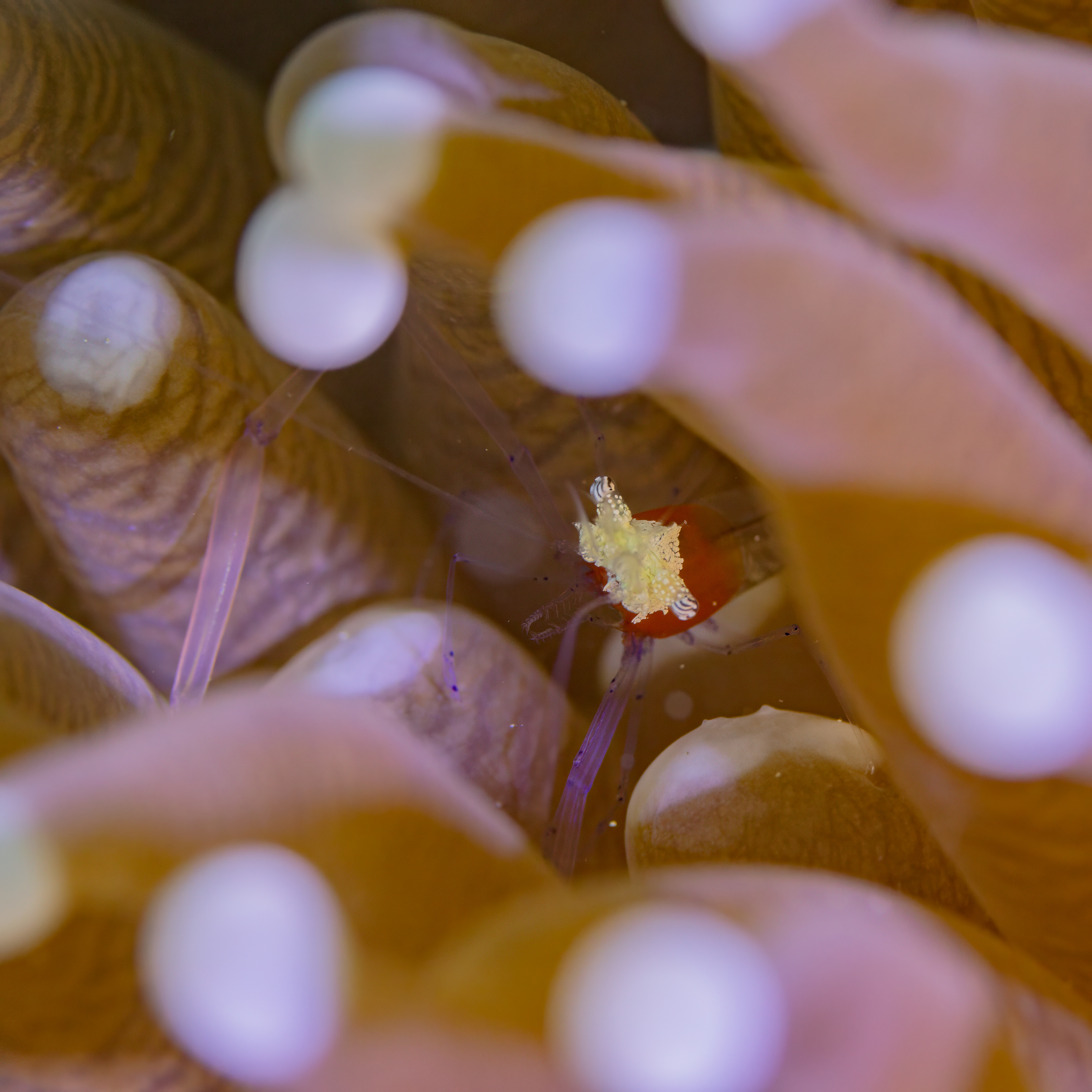
Gamba Cuapetes kororensis entre tentáculos de H. actiniformis.
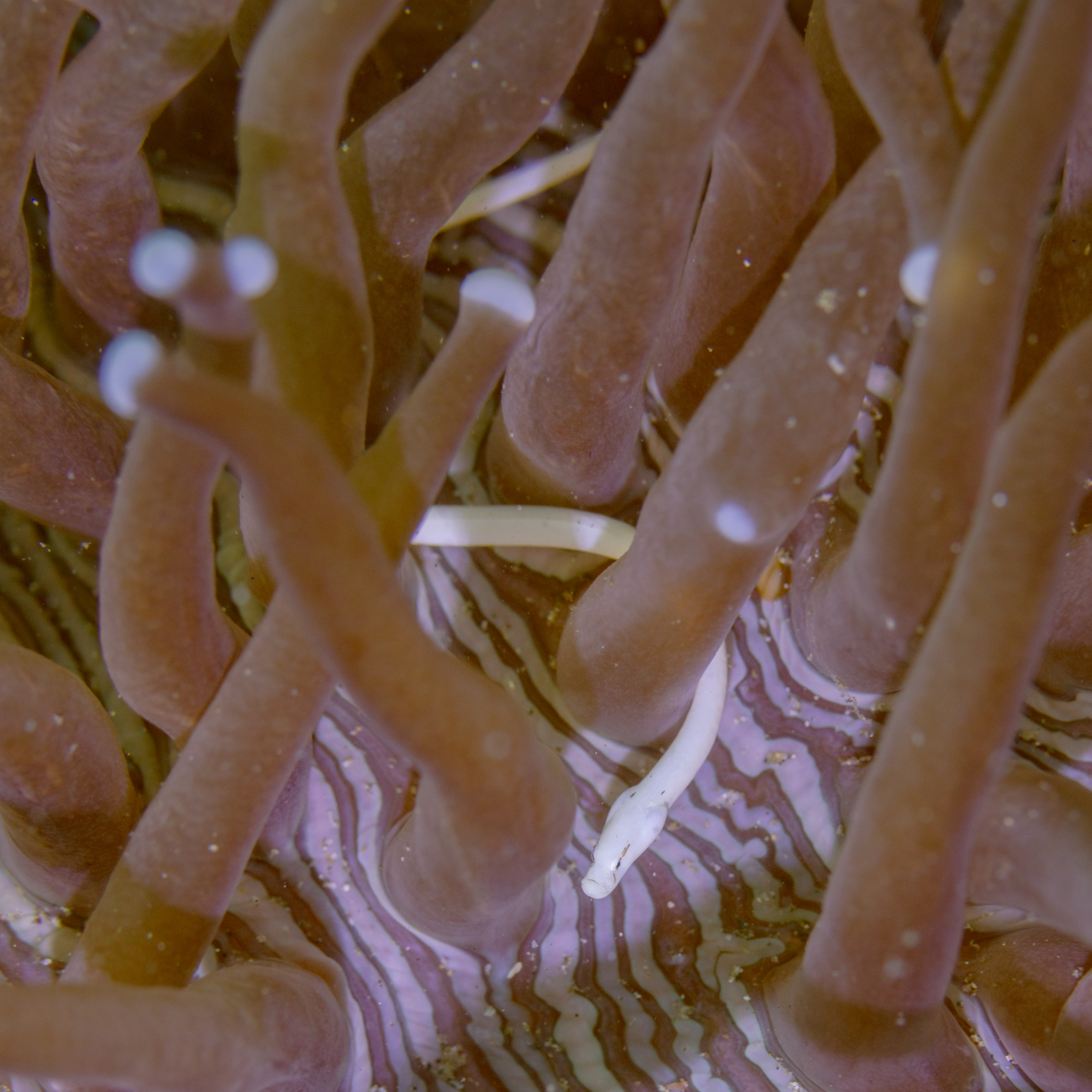
Pez pipa Siokunichthys nigrolineatus entre tentáculos de H. actiniformis, Anilao, Filipinas.
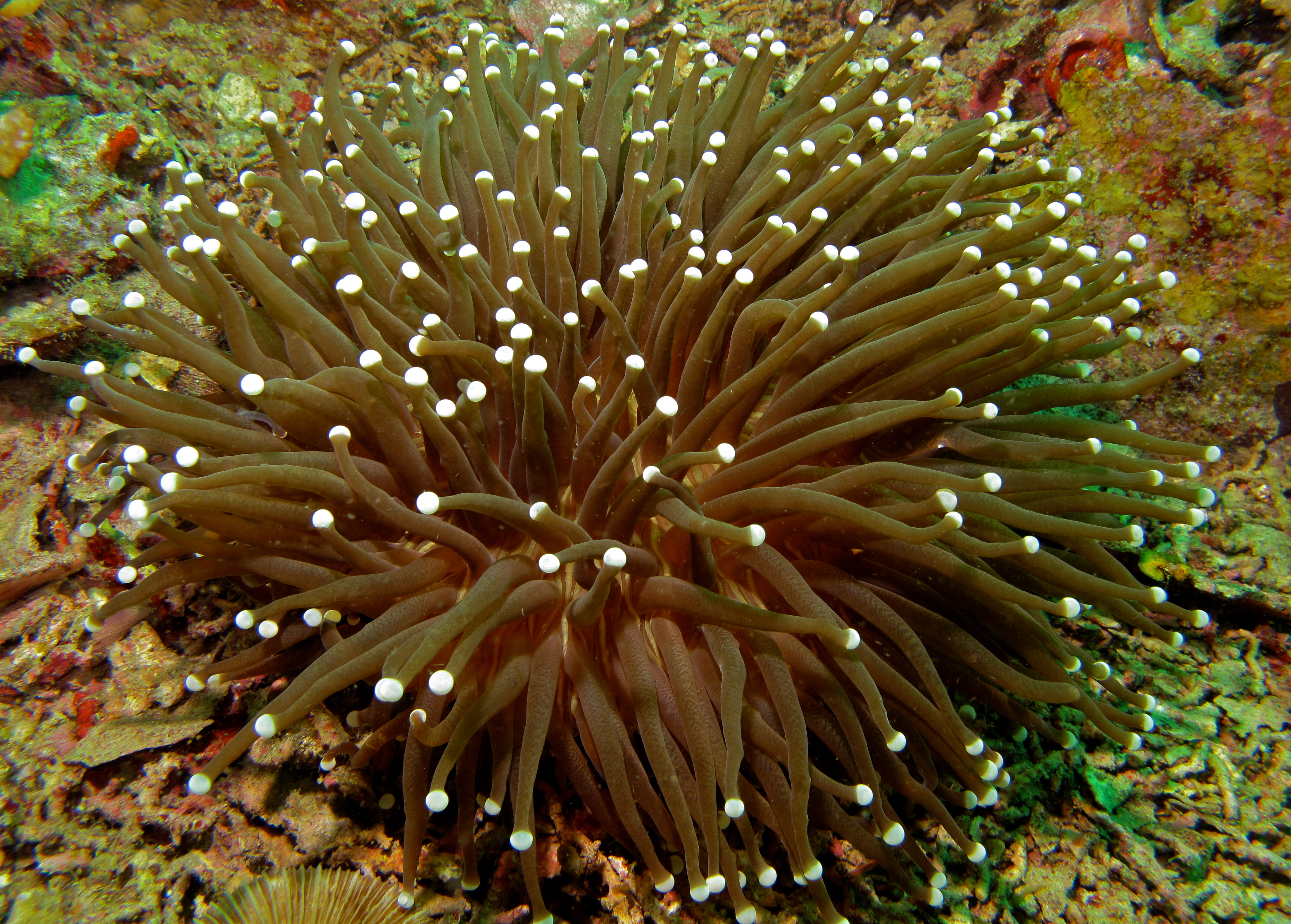
En isla Sibuan, Malasia.
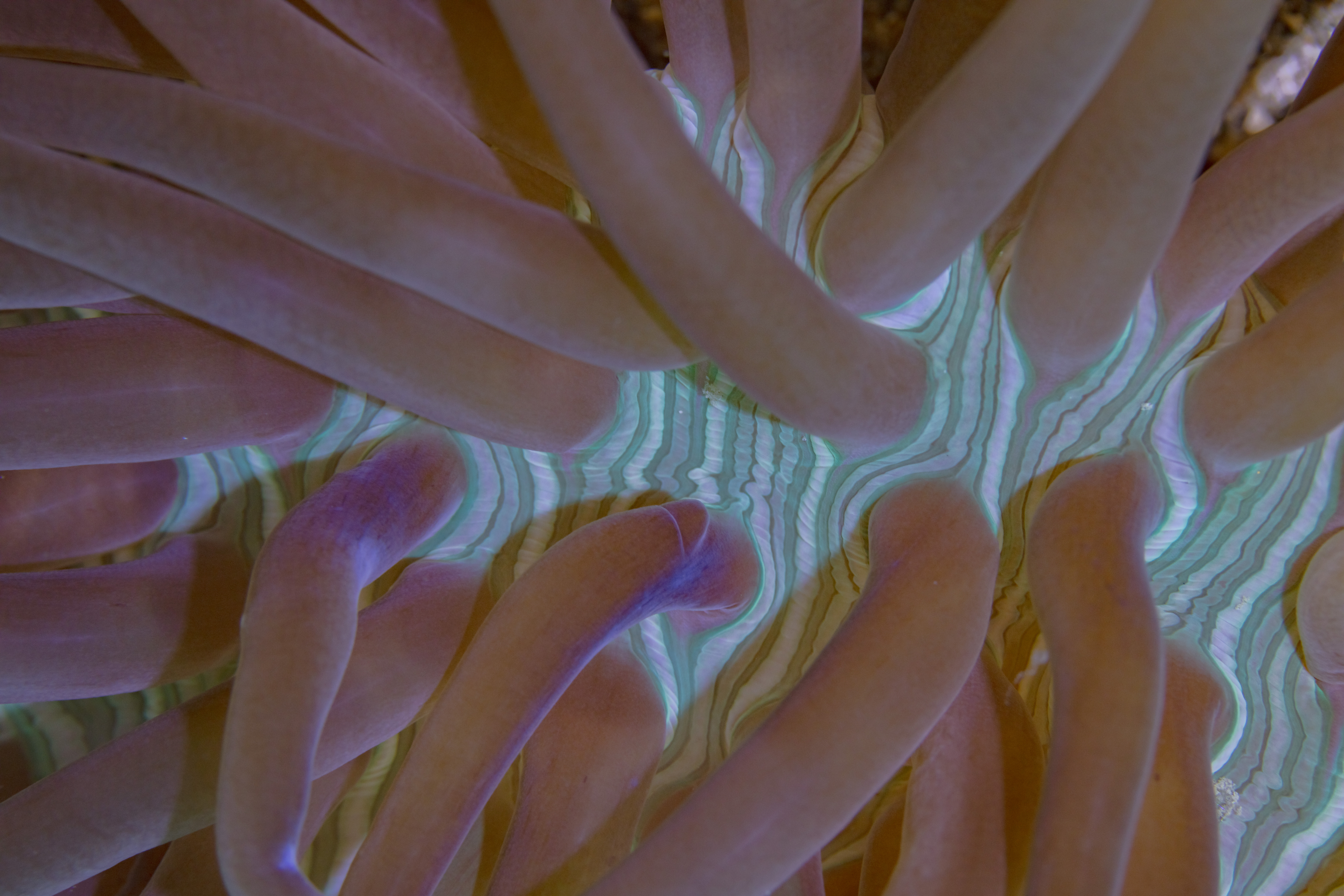
Detalle.
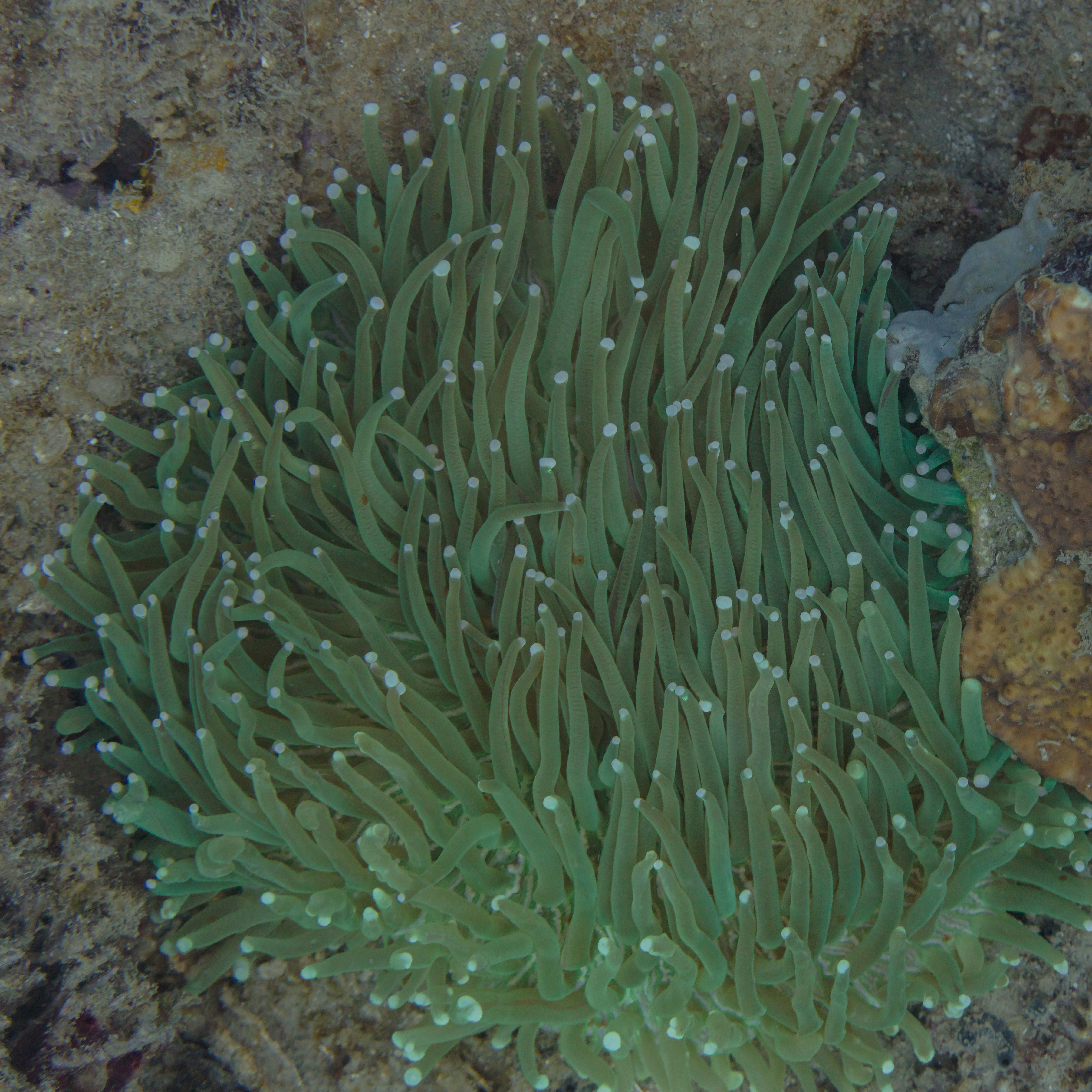
H. actiniformis en Filipinas.